# Alex Schwazer
Alex Schwazer (Sterzing, 26 december 1984) is een voormalige Italiaanse snelwandelaar. Hij veroverde in 2008 de olympische titel op de 50 km snelwandelen.

## Loopbaan
Schwazer won een bronzen medaille op de 50 km snelwandelen op de wereldkampioenschappen van 2005 in Helsinki in een Italiaans record van 3:41.54. Op de WK van 2007 won hij opnieuw brons op de 50 km snelwandelen.
Zijn grootste succes was het winnen van de titel op de Olympische Spelen van Peking in 2008, waar hij de Australiër Jared Tallent (zilver) en de Russische wereldrecordhouder Denis Nizjegorodov (brons) ruim achter zich liet. Schwazer liep tijdens de wedstrijd met een zwarte band vanwege het recente overlijden van zijn grootvader, aan wie hij de gouden medaille opdroeg. Met zijn tijd van 3:37.09 vestigde hij een olympisch record.
Bij de Olympische Spelen van Londen in 2012 verdedigde Schwazer zijn titel niet. Hij werd door het Italiaans Olympisch Comité teruggetrokken, omdat hij op 30 juli positief was bevonden bij een dopingtest die werd uitgevoerd door het Wereldantidopingagentschap WADA. Hij besloot tevens te stoppen met topsport. Aan het Italiaanse persagentschap ANSA meldde hij: "Mijn carrière zit erop, ik heb een fout begaan. Ik wou voor deze Spelen sterker zijn, maar ik had ongelijk. Ik neem de verantwoordelijkheid voor wat er gebeurd is op mij."
Ondanks dit besluit meende het Italiaanse anti-dopingbureau hem echter toch te moeten straffen en op 23 april 2013 maakte men bekend, dat met Schwazer voor de duur van 3,5 jaar had geschorst. Ook zijn toenmalige vriendin Carolina Kostner werd begin 2015 voor zestien maanden geschorst, omdat zij Schwazer zou hebben geholpen een dopingtest te ontduiken. Schwazer werd in februari 2021 vrijgesproken.
Schwazer was aangesloten bij atletiekvereniging Carabinieri Bologna en werd getraind door Sandro Damilano.

## Titels
- Olympisch kampioen 50 km snelwandelen – 2008
- Europees kampioen 20 km snelwandelen – 2010
- Italiaans kampioen 50 km snelwandelen – 2005, 2008, 2010
- Italiaans kampioen 10.000 m snelwandelen – 2007
- Italiaans indoorkampioen 3000 m snelwandelen – 2010

## Persoonlijke records
Outdoor
| Onderdeel             | Prestatie    | Datum            | Plaats            |
| --------------------- | ------------ | ---------------- | ----------------- |
| 3000 m snelwandelen   | 11.38,48     | 4 september 2009 | Orroli            |
| 5000 m snelwandelen   | 19.38,09     | 2 juli 2008      | Milaan            |
| 10.000 m snelwandelen | 38.50,28     | 23 juli 2011     | Pergine Valsugana |
| 10 km snelwandelen    | 39.15        | 30 mei 2009      | Krakau            |
| 20.000 m snelwandelen | 1:23.21,19   | 17 maart 2007    | Milaan            |
| 20 km snelwandelen    | 1:17.30 (NR) | 18 maart 2012    | Lugano            |
| 35 km snelwandelen    | 2:28.10      | 29 januari 2012  | Latina            |
| 50 km snelwandelen    | 3:36.04 (NR) | 11 februari 2007 | Rosignano Solvay  |

Indoor
| Onderdeel           | Prestatie | Datum            | Plaats |
| ------------------- | --------- | ---------------- | ------ |
| 5000 m snelwandelen | 18.46,49  | 27 februari 2010 | Ancona |

## Palmares

### 20 km snelwandelen
- 2007: 9e WK - 1:24.39
- 2010:  EK - 1:20.38 (na DQ Stanislav Jemeljanov)
- 2011: 9e WK - 1:21.50

### 50 km snelwandelen
- 2004: DNF Wereldbeker
- 2005:  WK - 3:41.54
- 2007:  WK - 3:44.38
- 2008:  Wereldbeker - 3:37.04
- 2008:  OS - 3:37.09 (OR)

1932: Thomas Green ·
1936: Harold Whitlock ·
1948: John Ljunggren ·
1952: Pino Dordoni ·
1956: Norman Read ·
1960: Don Thompson ·
1964: Abdon Pamich ·
1968: Christoph Höhne ·
1972: Bernd Kannenberg ·
1980: Hartwig Gauder ·
1984: Raúl González ·
1988: Vjatsjeslav Ivanenko ·
1992: Andrej Perlov ·
1996: Robert Korzeniowski ·
2000: Robert Korzeniowski ·
2004: Robert Korzeniowski ·
2008: Alex Schwazer ·
2012: Jared Tallent ·
2016: Matej Tóth ·
2020: Dawid Tomala
- Gemeinsame Normdatei: 1246366606
- World Athletics: 14201438
- International Standard Name Identifier: 0000 0004 5097 7346
- Library of Congress Control Number: no2015082096
- Virtual International Authority File: 316745421
- WorldCat: E39PBJyxbkYHRjKf8D3fKmf6rq